# Tony Lazzeri
Pour les articles homonymes, voir Lazzeri.
Anthony Michael « Tony » Lazzeri, né le 6 décembre 1903 à San Francisco et mort le 6 août 1946 à Millbrae, est un joueur américain de baseball.
Évoluant comme joueur de deuxième but, il a joué en Ligue majeure de baseball aux Yankees de New York (1926–1937), aux Cubs de Chicago (1938), aux Dodgers de Brooklyn (1939) et aux Giants de New York (1939).
Aux Yankees, il faisait partie de la « Murderers' Row », une ligne de batteurs des années 1920 comptant Babe Ruth, Lou Gehrig et Bob Meusel. En 1932, il a réussi un cycle.
Il a remporté cinq Séries mondiales en 1927, 1928, 1932, 1936 et 1937.
Il a été élu membre du temple de la renommée du baseball en 1991.